# Anticuerpos anticardiolipinas

Representación esquemática de un anticuerpo.

Los anticuerpos anticardiolipinas (aCL) son un tipo de anticuerpo de tipo antifosfolípido (aFL). Este tipo de anticuerpos reconocen de forma específica los fosfolípidos que forman las membranas celulares. Los anticuerpos anticardiolipina reconocen y atacan la cardiolipina, un tipo de fosfolípido cargado negativamente que se encuentra en la membrana interna de las mitocondrias, bajo esta apreciación los anticuerpos anticardiolipinas podrían ser considerados también como un tipo de anticuerpo antimitocondrial. La anticardiolipina es una inmunoglobulina adquirida asociada a la formación de coágulos en el interior de los vasos sanguíneos (trombosis) dentro de condiciones autoinmunes y en diferentes enfermedades como la sífilis, el síndrome antifosfolípidos, vasculitis livedoide, insuficiencia vertebrobasilar, síndrome de Behçet, abortos espontáneos idiopáticos, y lupus eritematoso sistémico (LES). Estos anticuerpos también están relacionados con infecciones, determinados tipos de neoplasias e incluso se presentan en pacientes sin ninguna patología asociada.
Un anticuerpo o inmunoglobulina es una proteína con forma de Y que se compone de dos cadenas pesadas y dos de ligeras. La región variable permite que un anticuerpo reconozca su antígeno correspondiente.
En el LES los anticuerpos anti-DNA y los anticardiolipina actúan de forma independiente. En la artritis reumatoide con esclerosis sistémica (esclerodermia) estos anticuerpos pueden intervenir en dos enfermedades al mismo tiempo. 
Los anticuerpos anticardiolipina se pueden clasificar de dos maneras:
1. Como IgM, IgG o IgA, dependiendo del isotipo de anticuerpo involucrado.
2. Como dependientes o independientes de la β2-glicoproteína I, dependiendo de si pueden ligarse a las cardiolipinas en presencia o en ausencia de β2-glicoproteína I.

- En las enfermedades autoinmunes los aCL son β2-glicoproteína I dependientes.
- En la sífilis los aCL[1] son β2-glicoproteína I independientes y pueden ser ensayados utilizando la prueba de VDRL.

## Historia
La primera descripción de un anticuerpo antifosfolípido (aFL) se remonta a 1906, cuando Wasserman estaba investigando en el desarrollo de tests serológicos para la sífilis. En 1941 se detectó el verdadero antígeno relevante, la cardiolipina, un fosfolípido mitocondrial que más tarde se convertiría en la base del test VDRL (Venereal Disease Research Laboratory) para detectar la sífilis, el cual sigue siendo utilizado hoy en día. Haciendo análisis de sangre para diagnosticar esta enfermedad venérea, se encontró que muchos pacientes con lupus eritematoso sistémico también daban positivo en el test VDRL, sin ninguna otra evidencia clínica o serológica de padecer la sífilis. Más adelante se vio que este anticuerpo también estaba alterado en otras enfermedades.
En 1983 se estableció un radioinmunoensayo (RIA) en fase sólida para detectar y medir anticuerpos anticardiolipina (aAC o aCL), que amplió el conocimiento sobre los antifosfolípido (aFL) y sus asociaciones clínicas. Este ensayo resultó ser mucho más sensible que el test VDRL para detectar anticardiolipina en pacientes con lupus sistémico eritematoso, y gracias a él se confirmó la relación de los antifosfolípido con casos de trombosis.
En 1990 dos grupos independientes descubrieron que en realidad los anticuerpos anticardiolipinas no se unen directamente a la cardiolipina, sino que la unión está mediada por una proteína accesoria o cofactor llamada β2 glicoproteína I. Esto ocurre con los anticuerpos de pacientes con lupus eritematoso o síndrome antifosfolípido (SAF), pero no en los casos de sífilis u otras infecciones. De esta manera, en el LES y en el SAF la cardiolipina es dependiente de β2 glicoproteína I y en la sífilis y otras enfermedades es independiente.
Esta β2-glicoproteína I actúa como cofactor de la aCL y se la ha identificado como una apolipoproteína (Apo-H) que se requiere para el reconocimiento de los aCL en síndromes autoinmunes. Sólo un subconjunto de anticuerpos autoinmunes anticardiolipina se unen a la Apo-H, y están asociados con un incremento de trombosis.

## Ensayos de los anticuerpos anticardiolipinas
Los anticuerpos anticardiolipinas (aCL) se pueden detectar por el método RIA (radioinmunoensayo) o ELISA utilizando la cardiolipina (fosfolípido) como antígeno. Para estos ensayos se pueden dosar los anticuerpos anticardiolipina de los isotipos IgG , IgM y IgA cuya concentración se expresan como GPL, MPL y APL respectivamente. Cada unidad de estas medidas representa la actividad de afinidad de 1mg / ml de anticuerpos anticardiolipina.
Los criterios clínicos para realizar la prueba de la anticardiolipina son episodios trombóticos o trombocitopenia, abortos reiterados, inflamación en las extremidades y dificultades respiratorias. También es aconsejable en aquellos pacientes que cursan una reacción autoinmune sumadas a la prueba del anticoagulante lúpico.
A nivel internacional se han hecho esfuerzos para llegar a un acuerdo entre laboratorios sobre la medición de la anticardiolipina. Al final, parece que la medición semi-cuantitativa es la más adecuada para los entornos clínicos porque es menos susceptible a errores. Esta medición semi-cuantitativa consiste en intervalos de baja, media y alta positividad.
Si el resultado es negativo significa que en ese momento el paciente no tiene anticuerpos anticardiolipina y si el resultado es positivo pero con niveles de aCL moderados o bajos pueden estar asociados a diversos procesos como infecciones, efecto de fármacos. En cambio, si los niveles observados son elevados y significativos es indicador de que el paciente los tendrá de forma persistente. La detección de aCL se basa en el reconocimiento de tres tipos de anticuerpos anticardiolipina (IgG, IgM e IgA) que son los anticuerpos antifosfolípido más frecuentes que se producen ante una infección. El riesgo que presenta el desarrollo de estos autoanticuerpos contra la cardiolipina (fosfolípido que interviene en los procesos de coagulación ) puede aumentar el número de episodios de formación de trombos.
A menudo se observa que el anticuerpo anticardiolipina se une a un epítopo (parte del antígeno que es reconocido por el anticuerpo) de la β2-glicoproteína I (β2-GPI). Esta molécula es una glicoproteína de 50kDa de peso y actúa in vivo como anticoagulante. Aparte de eso, es un cofactor plasmático del anticardiolipina que interviene en la unión de éste con la cardiolipina. Según la necesidad de este cofactor distinguimos dos tipos de anticardiolipina:
- aCL que depende del cofactor. En este caso, el anticuerpo anticardiolipina no se une directamente a la cardiolipina sino al epítopo situado en la β2-GPI que ha sufrido un cambio de conformación al unirse a la cardiolipina. Este tipo de anticuerpo se asocia a los síntomas clínicos del síndrome antifosfolípido.
- aCL que no depende del cofactor. Por este motivo, se les consideran auténticos anticuerpos antifosfolípido y son los que se encuentran en enfermedades infecciosas.[1][12]

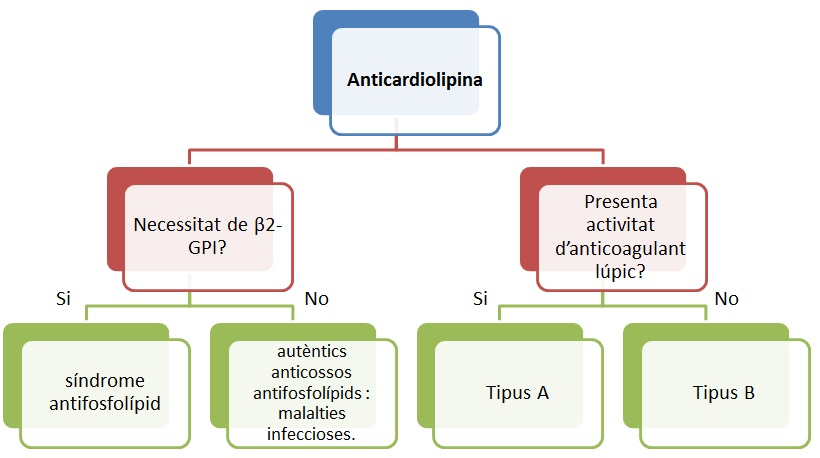
Esquema de clasificación de la anticardiolipina según la necesidad de β2-GPI y de si presenta actividad de anticoagulante lúpico.

Como consecuencia de esta dependencia se ha desarrollado un inmunoensayo anti-β2-GPI que tiene un carácter más específico. Pero, sin embargo, no implica la sustitución del inmunoensayo de la anticardiolipina en las pruebas de rutina.
Otra clasificación del anticuerpo anticardiolipina consiste en detectar si presenta o no actividad de anticoagulante lúpico (inmunoglobulina que interfiere en las pruebas coagulométricas dependientes de fosfolípidos):
- Tipo A. Estos tienen actividad de anticoagulante lúpico y reconocen la cardiolipina en presencia de la β2-glicoproteína I.
- Tipo B. No tienen actividad de anticoagulante lúpico pero igualmente reconocen la cardiolipina cuando la β2-glicoproteína I está presente.[12]

Por este motivo, ante un síndrome antifosfolípido es importante determinar la cantidad de los anticuerpos anticardiolipina y del anticoagulante lúpico.

## Utilidad clínica
Los anticuerpos anticardiolipina IgG e IgM y los aL (anticoagulante lúpico) son los marcadores más utilizados para el diagnóstico del síndrome antifosfolípido. La presencia de anticardiolipina también se ha relacionado con enfermedades del tejido conjuntivo, y enfermedades infecciosas como la sífilis, el SIDA y la fiebre Q. Los anticuerpos anticardiolipinas son un factor de riesgo para la oclusión vascular. Sin embargo, con los resultado de los análisis de anticardiolipinas solos, no es posible prever cuándo se repetirá una trombosis en el caso de que se produzcan trombosis recurrentes. Para poder diagnosticar las trombosis recurrentes hay que estudiar la anticardiolipina dependiente de la β2-glicoproteína. Esta se asocia a coagulopatías debidas a causas inmunológicas y lesiones en las válvulas de la parte izquierda del corazón. 
Un estudio llevado a cabo en hombres que pertenecían al Honolulu Heart Program muestra que la anticardiolipina guarda relación con el infarto de miocardio y también está presente en el accidente cerebrovascular isquémico, aunque el factor de riesgo más importante sigue siendo los anticuerpos LA (lupus anticoagulante). 
La presencia de anticardiolipina en las mujeres, puede provocar la pérdida prematura o tardía del embrión durante el embarazo. Esto se debe a la afectación de las arterias uterinas que irrigan la placenta, causando que el feto no reciba los nutrientes ni el oxígeno necesarios para su desarrollo, ya que se forman coágulos que impiden el paso de sangre.